# Zytglogge

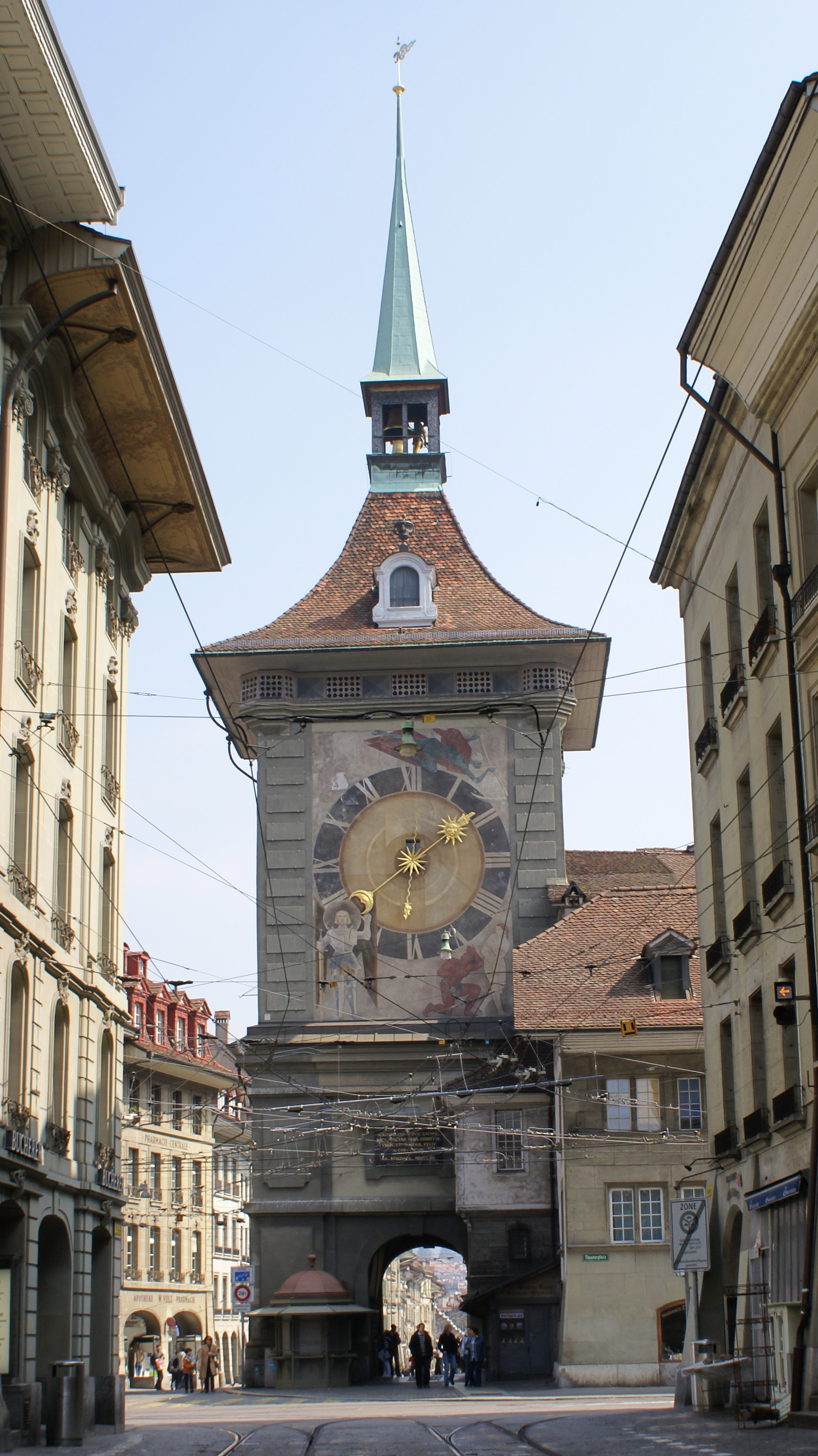
Zytglogge von der Marktgasse her.

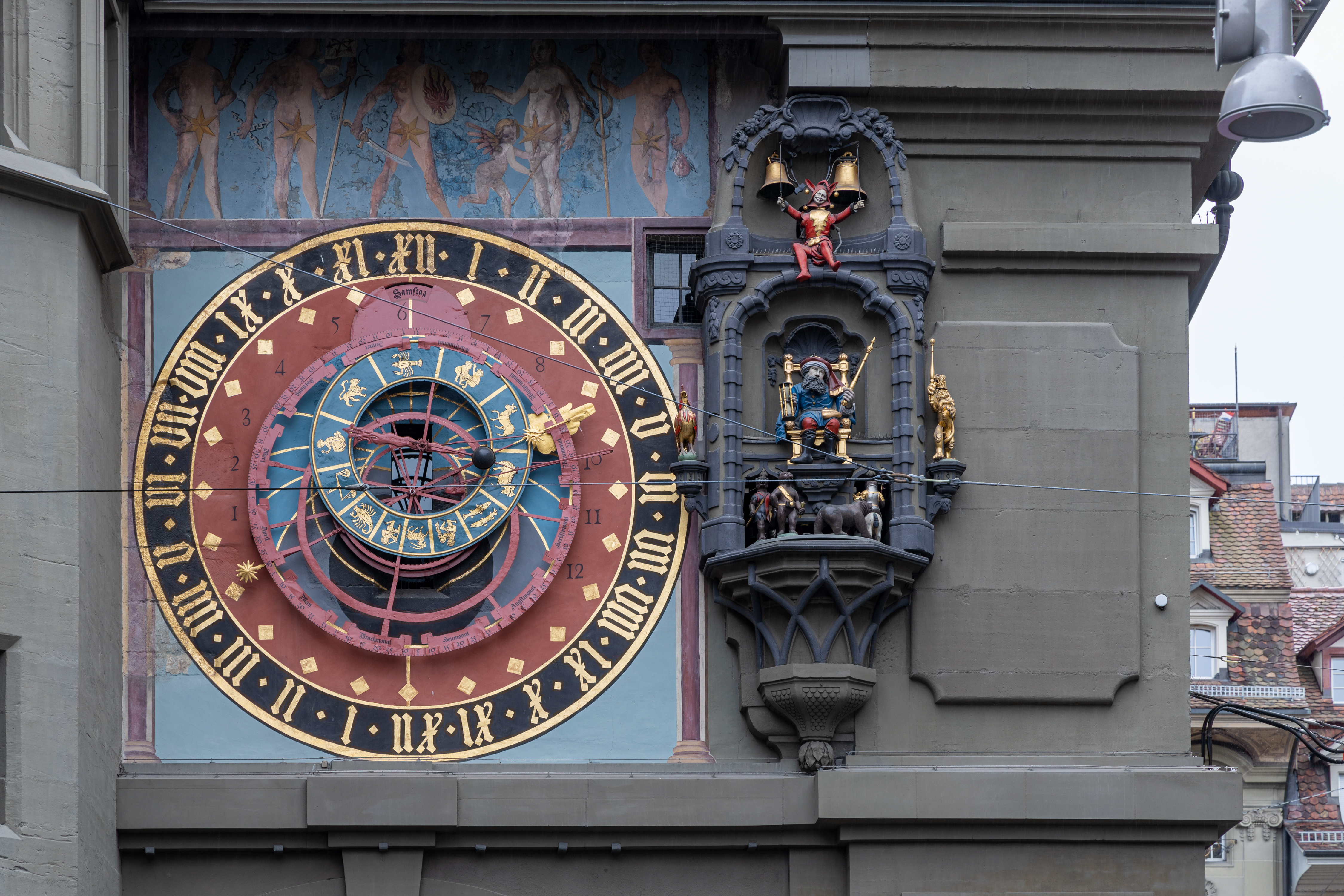
Astronomische Uhr & Glockenspiel am Zytgloggeturm Bern

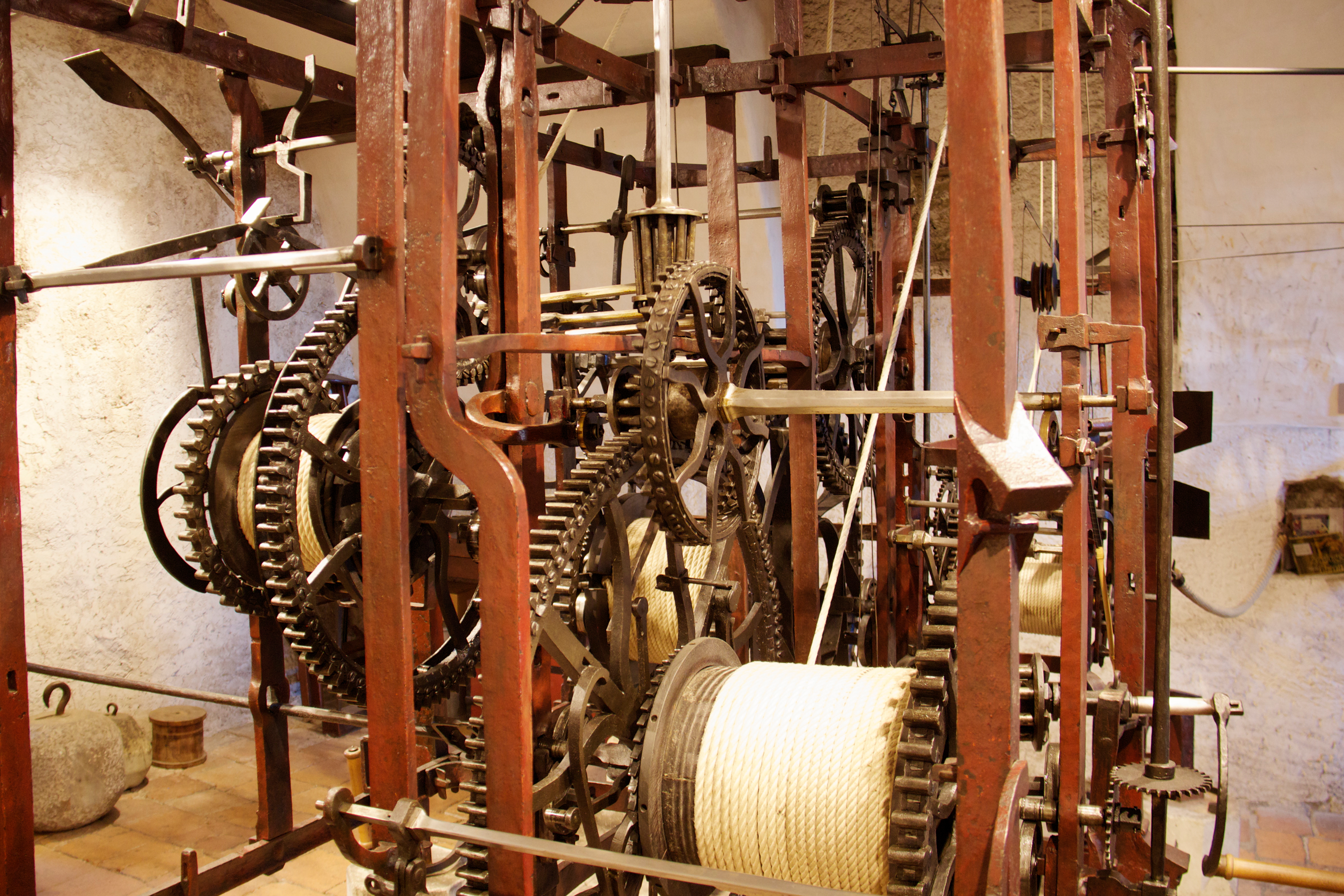
Uhrwerk von Kaspar Brunner aus dem Jahr 1530

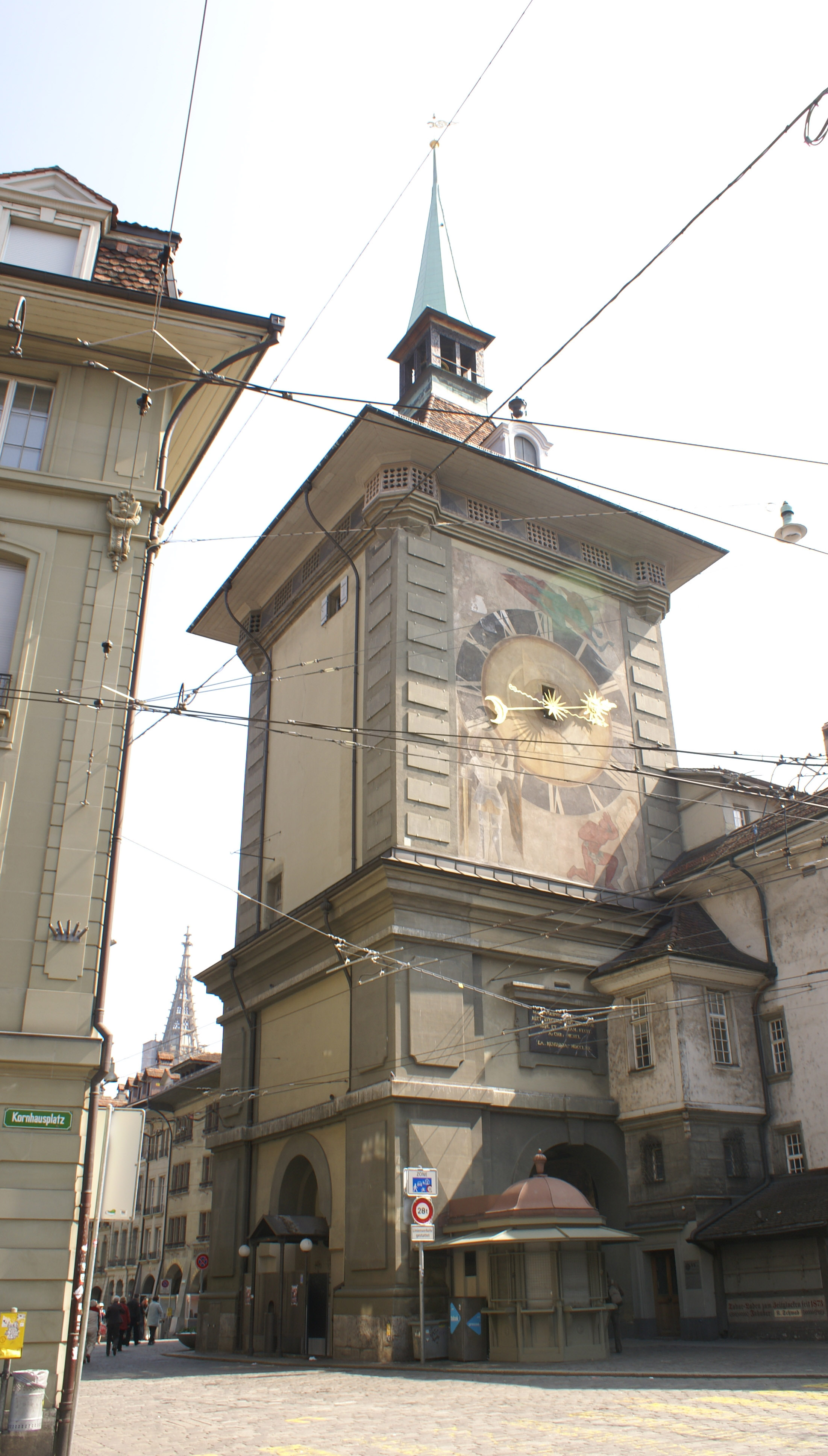
Links die Nordfassade mit Vespasienne, in der Mitte die Westfassade mit Zifferblatt-Seccomalerei Beginn der Zeit von Victor Surbek von 1930 und im Hintergrund Münsterturmspitze

Der Zytglogge („Zeitglocke“; berndeutsche Aussprache [ˈtsi(t)ˌklɔkə]; auch Zeitglockenturm) ist ein aus dem Mittelalter stammender Uhrturm mit astronomischer Uhr und Glockenspiel in der Stadt Bern in der Schweiz.

## Geschichte
Der mehrmals aufgestockte Wehrturm wurde als westlicher Abschluss der Hauptgasse der 1191 gegründeten Stadt Bern zwischen 1218 und 1220 erbaut. Mit jeder Stadterweiterung, die wegen der Lage der Berner Altstadt in der Aareschlaufe nur nach Westen erfolgen konnte, rückte der Turm mehr ins Stadtzentrum, verlor seine Funktion als Wehrturm und wurde danach anders genutzt. Vor dem grossen Stadtbrand 1405 diente er als Gefängnis. Danach wurde er als Uhrturm – Zytgloggeturm oder kurz Zytglogge – aus Berner Sandstein neu errichtet. Seine Turmuhr mit Schlagwerk gab die für die ganze Stadt verbindliche Zeit an. Vom Turm aus wurden die Wegstunden gemessen. 1530 erhielt der quaderförmige Turm seine hochragende Gestalt und eine neue Uhr. Im Tordurchgang werden die Erlasse und Verordnungen angeschlagen und seit dem 18. Jahrhundert die Längenmasse zur öffentlichen Kontrolle angebracht. Mit den spätbarocken Umbauten von 1770/71 wurde er völlig in seine Umgebung integriert.

## Turmuhren, Schlagwerke und Figurenspiele
Der Zytgloggenturm beherbergt eine der ältesten Turmuhren der Schweiz. Ihr Uhrwerk besteht aus fünf kombinierten, in einem gemeinsamen Gehäuse untergebrachten Werken: Das Gehwerk, zwei Schlagwerke und zwei Werke für Figurenspiele. Von der Stundenachse des Gehwerks aus werden die Zeiger über den beiden grossen oberen 12-Stunden-Zifferblättern und die Astrolabiumsuhr angetrieben.
Eins der beiden Schlagwerke setzt den Stundenschläger in der Turmspitze in Bewegung. Das andere bewirkt die Viertelstundenschläge, die ebenfalls in der Turmspitze erfolgen.
Die Figurenspiele befinden sich im Spielerker unter der östlichen grossen 12-Stunden-Anzeige rechts neben der Astrolabiumsuhr.
Die Astrolabiumsuhr stammt in ihren Grundzügen aus den Jahren 1405/06. Himmel und Horizont sind in stereographischer Projektion aus dem Nordpol des Himmels abgebildet.
Es gilt noch das Geozentrische Weltbild, nach dem die Gestirne die Erde umkreisen. Die drehenden Teile bilden den täglichen scheinbaren Umlauf der Sterne, der Sonne und des Mondes ab.
Ein Sonnensymbol ist auf einem grossen Zeiger verschieblich befestigt, dessen äusseres Ende mit einer Hand über der äusseren 2-mal-12-Stunden-Skala die Tageszeit anzeigt. Das Symbol zeigt über dem Horizont den täglichen Lauf der Sonne zwischen Auf- und Untergang an. Es gleitet auch auf dem exzentrischen Ring, der den mit den Tierkreiszeichen skalierten Ekliptikkreis darstellt. Dieser Ring dreht sich täglich ein wenig schneller (ein Umlauf in einem Sterntag, gleich etwa 23 Stunden und 56 Minuten) als der Sonnen/Stunden-Zeiger um die Uhrenmitte. Durch diesen kleinen Unterschied gleitet das Sonnensymbol einmal im Jahr um den Tierkreis herum. Mit dem momentanen Platz der Sonne im Tierkreis wird das Jahresdatum grob angezeigt. Zusammen mit dem exzentrischen Tierkreisring dreht sich ein diesen umfassender zentrischer Ring, auf dessen Skala der Sonnen/Stunden-Zeiger Monat und Tag des Monats genau anzeigt. Da das Sonnensymbol auch auf dem Sonnen/Stunden-Zeiger radial verschoben wird, bewegt es sich im Sommer auf einem hohen, im Winter auf einen tiefen Tagesbogen. Der exzentrische Tierkreis schiebt es an der Stelle mit dem grössten Abstand von der Uhrenachse (Tierkreiszeichen Zwillinge und Krebs) ganz nach aussen. Im Winter (Tierkreiszeichen Schütze und Steinbock) befindet es sich ganz innen. Das zweidimensional bewegte Sonnensymbol zeigt über dem darunterliegenden Teil des Zifferblatts zusätzlich die momentane der übers Jahr ungleich langen Temporalen Stunden an.
Auf einem weiteren zentrischen Zeiger befindet sich eine Mondkugel. Dieser Zeiger bleibt täglich etwa 48 Minuten hinter dem Sonnenzeiger zurück, womit er die Sonne nach etwa 29½ Tagen wieder trifft. Die Mondkugel dreht sich um ihren Zeigerstab, sodass sie dem Betrachter beim Treffen mit der Sonne (Neumond) ihre dunkle Hälfte zeigt. Wenn beide Symbole in Opposition zueinander stehen (Vollmond), ist die goldene Hälfte der Mondkugel im Blickfeld. Die Mondkugel wird mit Hilfe des Ekliptikkreises ebenfalls auf ihrem Zeiger verschoben, womit die hohe Mondbahn im Winter und die tiefe Mondbahn im Sommer nachgebildet wird. Am oberen Rand der astrolabischen Anzeigen erscheint in einem Fenster der Name des Wochentags. Das Untersetzungsgetriebe von der zentralen Stundenachse aus befindet sich dahinter noch im Inneren des Turms. Die beiden Getriebe für den Antrieb des Tierkreises und des Mondzeigers befinden sich aussen am Sonnen/Stunden-Zeiger, der von der zentralen Stundenachse angetrieben wird. Jedes geht von einem Ritzel aus, das je von einem exzentrisch an ihm befestigten Gewicht daran gehindert wird, sich beim Umlauf mit dem Sonnenzeiger zu drehen. Die Ritzel laufen als Planetenräder um. Da sie sich dabei nicht drehen, machen sie je eine Revolutions-Bewegung.
Knapp vier Minuten vor der vollen Stunde kräht ein Hahn und ein in einer Nische sitzender Narr schellt an zwei über ihm hängenden Glocken, und danach bewegt sich ein Umzug bewaffneter Bären aus dem Turm heraus und verschwindet wieder darin. Darauf kräht der Hahn zum zweiten Mal und hebt die Flügel. Der bärtige Chronos, Gott der Zeit, dreht eine Sanduhr, hebt sein Zepter zum Kommando des Stundenschlags und zählt die Schläge, die der Hans von Thann genannte vergoldete Ritter im Turmhelm mit einem Hammer im Takt an die grosse Glocke schlägt, während ein stehender Löwe sein Haupt dreht, als höre er zu. Sobald die Stundenglocke verstummt ist, kräht der Hahn zum dritten Mal und verkündet den Anfang der neuen Stunde.
Das heutige Uhrwerk und die Glockenschläge stammen aus dem Jahr 1530 und wurden von Kaspar Brunner, einem Schweizer Schmied mit vermutlich deutscher Herkunft, erschaffen. Der ursprüngliche Gangregler mit Balkenwaag (Foliot) wurde erst etwa 150 Jahre später durch eine Pendel-Hemmung ersetzt.
Erst im Jahre 1608 erhielt ein Kupferschmied den Auftrag, „grosse runde kupferine schyben, daruff die buchstaben gemalen“ anzufertigen. Obschon der Turm bereits 1220 fertig gestellt wurde, bestand fast 400 Jahre lang kein Bedarf für gut lesbare Zifferblätter. Das akustische Zeitsignal der Glocke genügte.

## Trivia
Eine Besonderheit ist das öffentliche Pissoir (Vespasienne), das sich an der Nordseite des Turms befindet.
1960 brachte die Schweizer Post die Serie Postgeschichte und Baudenkmäler heraus; das Motiv der 60-Rappen Marke ist die Zytglogge. Die Briefmarke wurde 1967 mit gleichem Motiv auf violett gefasertem Papier neu aufgelegt.